# Saint-Aubin-Celloville
Saint-Aubin-Celloville ist eine französische Gemeinde im Département Seine-Maritime in der Region Normandie. Die Gemeinde befindet sich im Arrondissement Rouen, ist Teil des Kantons Darnétal (bis 2015: Kanton Boos). Die Gesamtbevölkerung betrug zum 1. Januar 2022 1.182 Einwohner.

## Geographie
Saint-Aubin-Celloville liegt etwa elf Kilometer südsüdöstlich von Rouen nahe der Seine. Umgeben wird Saint-Aubin-Celloville von den Nachbargemeinden Belbeuf im Norden und Nordwesten, Franqueville-Saint-Pierre im Nordosten, Boos im Osten, Quévreville-la-Poterie im Osten und Südosten, Ymare im Süden sowie Gouy im Westen und Südwesten.
Der Flughafen Rouen liegt teilweise im Gemeindegebiet.

## Geschichte
1823 wurden Saint-Aubin-la-Campagne und Celloville zusammengeschlossen.

## Bevölkerungsentwicklung
| Bevölkerungsentwicklung | Bevölkerungsentwicklung | Bevölkerungsentwicklung | Bevölkerungsentwicklung | Bevölkerungsentwicklung | Bevölkerungsentwicklung | Bevölkerungsentwicklung | Bevölkerungsentwicklung | Bevölkerungsentwicklung |
| ----------------------- | ----------------------- | ----------------------- | ----------------------- | ----------------------- | ----------------------- | ----------------------- | ----------------------- | ----------------------- |
| Jahr                    | 1962                    | 1968                    | 1975                    | 1982                    | 1990                    | 1999                    | 2006                    | 2013                    |
| Einwohner               | 477                     | 473                     | 654                     | 681                     | 990                     | 1015                    | 976                     | 951                     |

## Sehenswürdigkeiten
- Kirche Saint-Aubin in Saint-Aubin-la-Campagne
- Kirche Saint-Pierre-et-Saint-Laurent in Celloville
- Schloss Incarville